# Lijst van dichtstbijzijnde sterren (chronologisch)

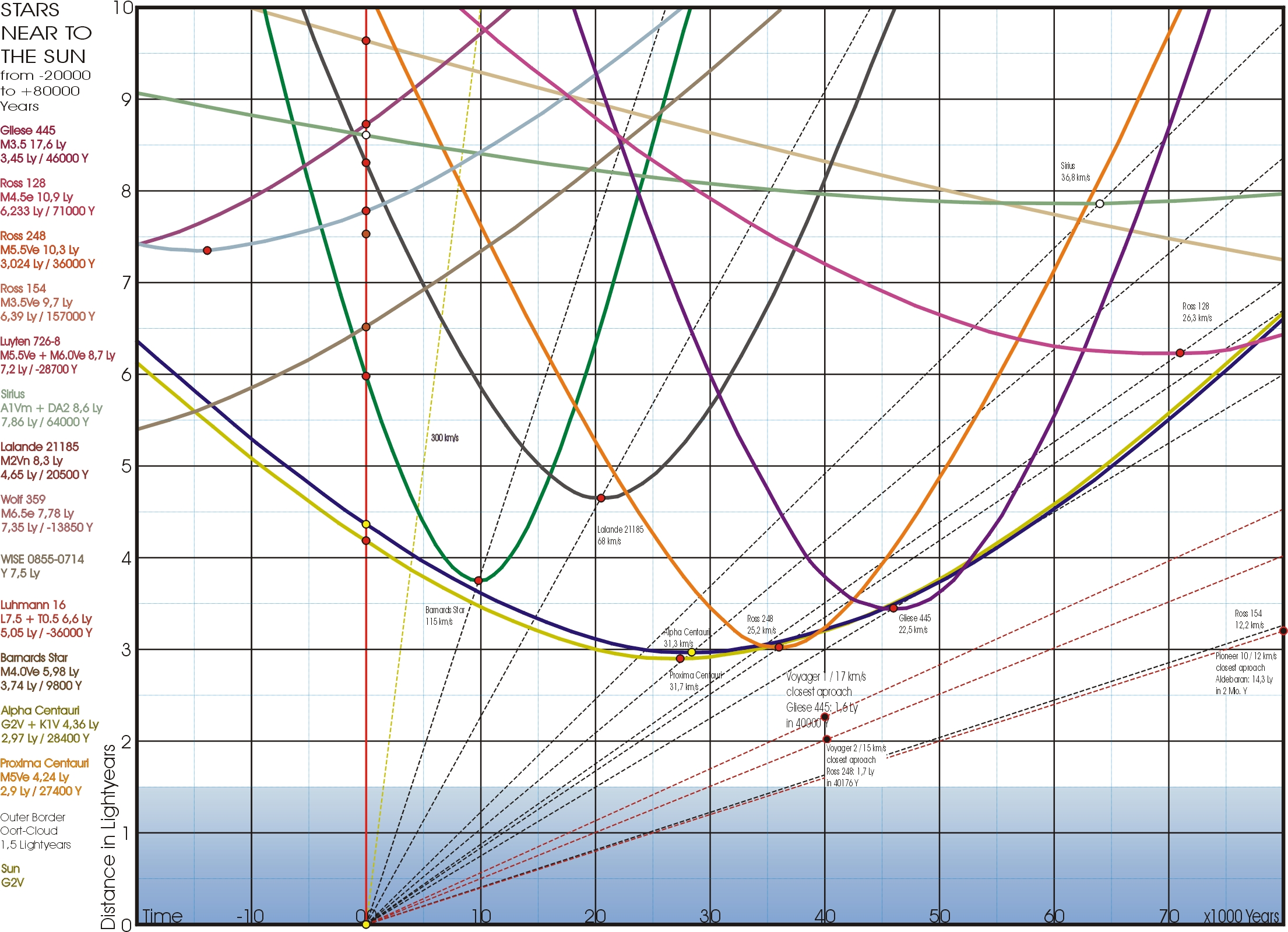
Afstanden van dichtstbijzijnde sterren van 20.000 BC tot 80.000 AD

Deze lijst van dichtstbijzijnde sterren biedt een chronologisch overzicht van sterren die in de loop der tijd het dichtst bij de Zon stonden, staan of zullen staan.
Aangezien sterren bewegen is het begrip dichtstbijzijnde ster aan verandering onderworpen. Momenteel staat Proxima Centauri het dichtst bij de Zon, maar dat is niet altijd zo geweest en zal niet zo blijven.
NB. Deze lijst is gebaseerd op oudere metingen. Resultaten gebaseerd op bv metingen gedaan met Gaia kunnen aanzienlijk verschillen, zie Gliese 710.
| Naam                   | Kleinste afstand in lichtjaren | Passagedatum in jaren | Huidige afstand in lichtjaren | Spectraalklasse | Massa in M☉ | Huidige schijnbare magnitude | Rechte klimming                     | Declinatie                          |
| ---------------------- | ------------------------------ | --------------------- | ----------------------------- | --------------- | ----------- | ---------------------------- | ----------------------------------- | ----------------------------------- |
| Zeta Leporis           | 4,16                           | -861.000              | 70,2                          | A2.V            | 2,0         | 3,54                         | 05u 46m 57.341s                     | −14° 49′ 19.02″                     |
| Gliese 208             | 5,01                           | -500.000              | 37,1                          | K7.V            | 0,47        | 7,52                         | 05u 36m 30.991s                     | 11° 19′ 40.32″                      |
| Scholz's star          | 0,98                           | -70.000               | 20                            | M9 + T          | 0,15        | 18,3                         | 07u 20m 03.20s                      | −08° 46′ 51.2″                      |
| Proxima Centauri       | 3,8                            | +27.400               | 4,2421(16)                    | M5.5V           | 0,123       | 11,05                        | 14u 29m 42.9487s                    | −62° 40′ 46.141″                    |
| Alpha Centauri-stelsel | 3,4                            | +28.400               | 4,3650(68)                    | G2.V + K2.V     | 1,1 + 0,907 | -0,01 + +1,33                | 14u 39m 36.4951s + 14u 39m 35.0803s | −60° 50′ 02,308″ + −60° 50′ 13,761″ |
| Ross 248               | 3,024                          | +36.000               | 10,322(36)                    | M5.5V           | 0,136       | 14,79                        | 23u 41m 54.7s                       | 44° 10′ 30″                         |
| Gliese 445             | 3,5                            | +42.000               | 17,42                         | M3.5V           | 0,15        | 10,78                        | 11u 37m 41.3771s                    | 78° 41′ 28,178″                     |
| Alpha Centauri-stelsel | 3,4                            | +55.000               | 4,3650(68)                    | G2.V + K2.V     | 1,1 + 0,907 | -0,01 + +1,33                | 14u 39m 36.4951s + 14u 39m 35.0803s | −60° 50′ 02,308″ + −60° 50′ 13,761″ |
| Ross 128               | 6,1                            | +79.000               | 10,919(49)                    | M4.0Vn          | 0,15        | 11,13                        | 11u 47m 44.4s                       | 0° 48′ 16″                          |
| Gliese 710             | 1,01                           | +1.360.000            | 63,0                          | K7.V            | 0,4–0,6     | 9,69                         | 18u 19m 50.84215s                   | −01° 56′ 18.9841″                   |

Dit artikel of overzicht is mogelijk incompleet; u kunt helpen door het uit te breiden.